# David Mercer
David Mercer (27. juni 1928 i Wakefield, England – 8. august 1980 i Haifa, Israel) var skuespilforfatter og dramatiker. Han arbejdede som tekniker og var med i The Royal Navy. Derefter gik han på Kings College, Newcastle (som på daværende tidspunkt tildelte ham stipendium udstedt af Durham University). Her tog han afgangseksamen i 1953.
David Mercer skrev skuespil og studerede socialnorm i britisk kultur, som blev meget velkendt i 1960'erne, inklusive Morgan, A Suitable Case for Treatment (tv-serie 1962), der blev genskabt som film i 1966 under navnet ”Morgan”. Efter Haggerty (1970) var mange af hans 60'er-fjernsynarbejder for BBC gjort i samarbejde med BBC-direktøren Don Taylor. Han er blevet afbildet som Malcolm Sloman i ”Trevor Griffiths” 1973-spil ”The Party”.

## Værker
- Where the Difference Begins (1961)
- Morgan, A Suitable Case for Treatment (1962)
- The Governor's Lady
- And Did Those Feet (1965)
- In Two Minds (1967)
- Let's Murder Vivaldi (1968)
- The Parachute (1968)
- On the Eve of Publication
- The Cellar and the Almond Tree
- Emma's Time
- After Haggerty (1970) – Mercer's first major stage success
- Flint (1970)
- The Bankrupt
- Afternoon at the Festival
- Duck Song
- The Arcata Promise
- Find Me
- Huggy Bear